# Ethemon basirufum
Ethemon basirufum är en skalbaggsart som beskrevs av Dilma Solange Napp 1979. Ethemon basirufum ingår i släktet Ethemon och familjen långhorningar. Inga underarter finns listade i Catalogue of Life.